# Мадагаскарска палма
Мадагаскарската палма (Pachypodium lamerei) е вид цъфтящо растение от семейство Олеандрови (Apocynaceae). Произхожда от остров Мадагаскар, край източното крайбрежие на Африка.
Растението е печелило наградата за градинарски заслуги на Кралското градинарско дружество.

## Описание
Мадагаскарската палма е сукулент с издължено стебло, фотосинтезиращ главно чрез ствола си. Има големи бодли и листа, предимно в горната част на растението, и големи, ароматни цветя. Родовото наименование pachypodium идва от гръцките думи pachus (дебел) и podos (крак), което съответства на формата на ствола.

## Приложение
Видът се е превърнал в един от най-известните пахиподиуми в култивирането, тъй като е сравнително лесен за размножаване и отглеждане като декоративно растение. При култивиране често се продава като „мадагаскарска палма“, въпреки че изобщо не е палма. Описан е сорт, наречен Ramosum, който се отличава най-вече със своята умалена форма и по-заобления лоб на венчето.

## Галерия
- Общ вид
- Стебло
- Поглед отгоре
- Бодли
- Цъфнали клонки
- Цвят